# Astemizol
Astemizol ist ein Antihistaminikum der zweiten Generation. Es gehört zu den Arzneimitteln, die zur symptomatischen Behandlung von Allergien verwendet werden. Gegenüber den Antihistaminika der ersten Generation soll es geringere Nebenwirkungen aufweisen, da es nicht die Blut-Hirn-Schranke in das Zentralnervensystem (ZNS) zu überwinden vermag. Astemizolhaltige Medikamente wurden erstmals 1984 zugelassen. Heute ist es in den meisten Ländern nicht mehr im Handel, da es in seltenen Fällen zu starken Wechselwirkungen mit Hemmern des Enzyms CYP3A4 kommen kann. In Deutschland und Österreich war es unter dem Markennamen Hismanal erhältlich.

## Pharmakologie

### Wirkweise und Pharmakokinetik
Das oral verabreichte Astemizol ist ein kompetitiver Antagonist des Histamins am H1-Rezeptor und besitzt eine anticholinerge und antipruritische (juckreizmindernde) Wirkung. Es bindet an H1-Rezeptoren im Magen-Darm-Trakt, im Uterus, in Blutgefäßen und in der Bronchialmuskulatur. Darüber hinaus kann es auch zu Interaktionen mit H3-Rezeptoren kommen, woraus negative Nebenwirkungen resultieren können. Astemizol wirkt zudem als FIASMA (funktioneller Hemmer der sauren Sphingomyelinase).
Astemizol wird rasch vom Magen-Darm-Trakt absorbiert; es hat eine Halbwertszeit von ca. 24 Stunden; seine Proteinbindung beträgt etwa 96 %. Die Ausscheidung erfolgt mit dem Kot.

### Nebenwirkungen
Die seltenen, aber dafür umso heftigeren Nebenwirkungen, die zur drastischen Verminderung der weltweiten Verwendung von Astemizol geführt haben, sind primär kardiotoxischer Natur. Sie beruhen auf der gleichen Problematik wie bei Terfenadin: Da für die Biotransformation des Astemizol (wie auch des Terfenadin) das CYP3A4 eine wichtige Rolle spielt, kommt es bei einer Hemmung dieses Enzyms – etwa nach entsprechender Medikamentengabe – zu Störungen des Astemizol-Stoffwechsels. In einem solchen Falle steigt dessen Konzentration an, und es kann zu einer Blockade der Kaliumkanäle im Herzmuskel kommen. Diese Blockade kann die Repolarisation der Herzzellen stören, was wiederum im EKG eine Verlängerung der QT-Zeit mit der möglichen Entwicklung einer Torsades-de-pointes-Tachykardie mit sich bringt. Dieser Effekt ist bei Patienten, die ohnehin bereits an Leberschäden oder QT-Verlängerung leiden, umso verheerender. Das Deutsche Ärzteblatt berichtete in einer Ausgabe 1997:

„Im Rahmen der breiten, weltweiten Anwendung wurden für Terfenadin und Astemizol ab Ende der achtziger Jahre einzelne Verdachtsfälle schwerwiegender lebensbedrohlicher kardiotoxischer Nebenwirkungen berichtet. Dabei sind Herzrhythmusstörungen, QT-Verlängerungen, Torsades de pointes, ventrikuläre Arrhythmien, Kammerflimmern, Synkopen, Herzstillstand sowie Todesfälle aufgetreten. In diesen Fällen lagen überwiegend klinisch signifikante Leberfunktionsstörungen, Herzerkrankungen, gleichzeitige Anwendung der o. g. Makrolidantibiotika oder Antimykotika oder Überdosierungen vor. Seit 1986 bis jetzt liegen dem BfArM aus Deutschland für Terfenadin fünf Verdachtsfälle und für Astemizol ein Verdachtsfall von Torsade de pointes vor. Darüber hinaus ist in je einem Fall ein tödlicher Ausgang gemeldet worden.“

### Forschung
In Konzentrationen von 200 nM blockiert Astemizol den spannungsgesteuerten Kaliumionenkanal Eag1 (KV10.1), der von etwa 70 % der bekannten Tumorarten exprimiert wird. Diesen Kanal zu blockieren stört die Proliferation der Tumorzellen und somit könnte Astemizol für die Tumortherapie eingesetzt werden.